# Edema da carragenina
L'edema da carragenina è un test utilizzato per valutare l'attività antinfiammatoria di farmaci e droghe vegetali.

## Carragenina
Il termine italiano carragenina deriva dalla parola irlandese "carraigin" che sta ad indicare un tipo di muschio irlandese, una specie di alga rossa, Chondrus crispus, che si può ritrovare lungo le zone rocciose della costa atlantica delle isole britanniche, così come in altre regioni d'Europa e del Nord America. Secondo alcuni il termine deriva anche dalla località di Carragheen in Irlanda, ove il muschio pare crescere particolarmente rigoglioso. Tuttavia il termine si riferisce anche ad un estratto di mucopolisaccaridi ricavabile dall'alga, scoperto per la prima volta dal farmacista britannico Stanford nel 1862.

## Struttura chimica
Le carragenine sono un gruppo complesso di polisaccaridi lineari, spesso solfati, estratti dalle alghe rosse. Sono composti di elevato peso molecolare, cioè molecole molto grandi, caratterizzate da unità ripetitive di galattosio e 3,6-anidrogalattosio (3,6-AG), sia solfati che non solfati. Le unità si alternano con legami glicosidici alfa 1-3 e beta 1-4. Le carragenine data la loro struttura si comportano come molecole altamente flessibili che si arricciano a formare strutture elicoidali. La disposizione spaziale della molecola in genere le conferisce la capacità di formare una ampia varietà di gel differenti a temperatura ambiente.
Esistono principalmente tre classi commerciali di carragenina: lambda, kappa e iota. 
La forma lambda differisce dalla altre due in quanto a temperatura ambiente non dà luogo ad un gel forte ed è iniettabile per indurre una risposta infiammatoria negli animali sperimentali.

## Esecuzione del test di infiammazione indotta da carragenina
Il test di infiammazione indotta da carragenina fu originariamente descritto da Winter, ed è un test di infiammazione acuta, non immune, sperimentalmente ben studiato, ed altamente riproducibile.
L'animale da esperimento viene posizionato in una gabbia che ne limita temporaneamente la possibilità di movimento. Una soluzione di carragenina allo 0,5% diluita in soluzione salina viene aspirata in una siringa e tramite un ago 27G è iniettata sottocute nella zampa posteriore dell'animale, con un angolo quasi parallelo alla zampa. In genere vengono iniettati 50 ml di tale soluzione.
L'ago viene inserito ad una profondità di circa 1 mm nella zampa e la soluzione deve essere distribuita in modo accurato ed uniforme
nel sito sottoplantare. La zampa posteriore controlaterale (che per convenzione di norma è la sinistra) funge da controllo.
L'iniezione induce una reazione infiammatoria acuta della zampa, con comparsa dei classici segni cardinali di infiammazione: l'edema, l'iperalgesia e l'eritema. La reazione infiammatoria diviene massima entro 3 ore dalla inoculazione.

## Lettura del test
Tre ore dopo l'iniezione di carragenina, si esegue l'eutanasia dell'animale, nel caso dei topi in atmosfera di CO2.
Con l'ausilio di un bisturi vengono rimosse le zampe posteriori dell'animale, tranciandole alla altezza della articolazione tibio-tarsica. Le zampe vengono quindi posizionate su una bilancia ed accuratamente pesate. La rimozione accurata delle zampe permette di effettuare dei confronti coerenti e precisi.

## Utilizzi
Tipicamente i composti o farmaci che debbono essere testati per una loro presunta attività antinfiammatoria vengono valutati nella loro capacità di ridurre o prevenire lo sviluppo di edema della zampa indotto dalla carragenina.

I farmaci antinifiammatori non steroidei (FANS), come ad esempio l'acido acetilsalicilico, l'indometacina ed altri riducono l'edema della zampa in modo dose dipendente (a dosi maggiori di FANS corrisponde una più marcata riduzione dell'edema).